# Realpolitik

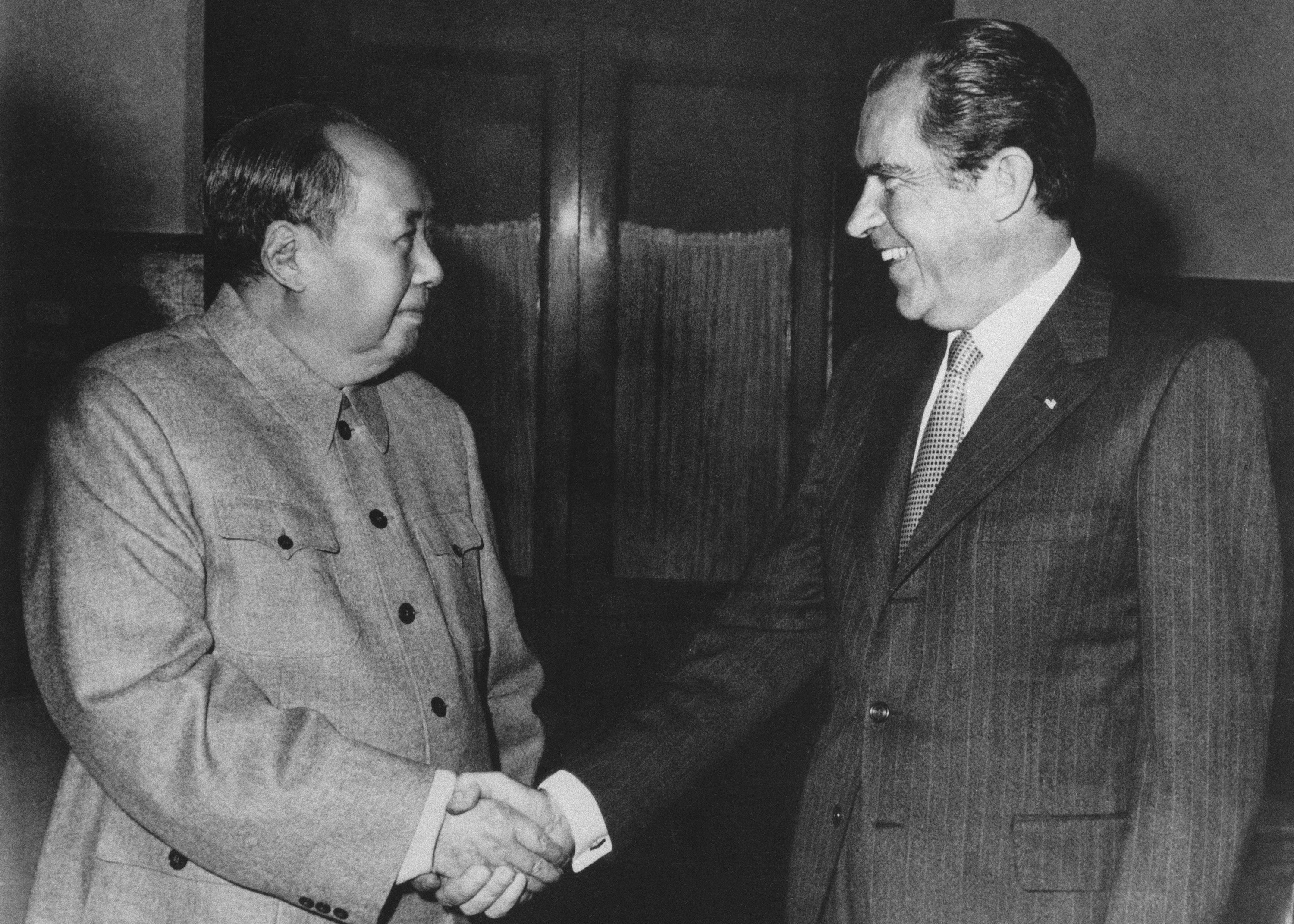
Richard Nixon e Mao Zedong

La realpolitik (in tedesco "politica reale" o "politica concreta") è una politica basata su una concreta pragmaticità, evitando ogni premessa ideologica o morale. Traducibile anche come pragmatismo politico nel contesto internazionale, identifica, ad esempio, scelte basate più su questioni pratiche che su principi universali o etici.

## Origine del termine
Più scuole di pensiero utilizzano il termine realpolitik, in particolare i realisti e i marxisti. Il termine fu coniato da Ludwig von Rochau, uno scrittore tedesco del XIX secolo, ispirandosi all'attività di Otto von Bismarck. Tuttavia, già il cardinale Richelieu e il conte Cavour s'erano ispirati a questa linea di condotta degli affari politici.

## Principi
La realpolitik è termine genericamente utilizzato per indicare la ricerca del potere e dell'espansione senza scrupoli; in realtà, esso designa un attento dosaggio delle risorse a disposizione di uno Stato e dei suoi governanti. Ciò può comportare anche soltanto una gestione estremamente diplomatica della pace, evitando di ricorrere alla corsa agli armamenti.
È una politica basata su una rapida presa di decisione con il massimo di dati a disposizione, cercando di mantenere una larga accettazione da parte dell'opinione pubblica senza rinunciare a profili di segretezza e di spregiudicatezza nel conseguire gli interessi nazionali.
Una politica estera basata sulla realpolitik può essere descritta anche come realismo in politica estera. La realpolitik è collegata al realismo e può essere considerata uno dei concetti fondamentali per tutte quelle politiche dove il realismo è un paradigma che include una varietà di teorie, fra cui l'equilibrio del potere fra Stati nazionali, e la considerazione che queste politiche siano basate sul perseguimento, il controllo e l'applicazione del potere.

## Storia
Nella storia moderna la parola realpolitik è stata utilizzata per la prima volta per descrivere la linea di condotta della politica estera di Otto von Bismarck: egli fu il continuatore ideale della politica di Klemens von Metternich, tesa alla ricerca diplomatica di un equilibrio fra gli imperi europei; questo bilanciamento era necessario per preservare la pentarchia europea e mantenere la pace, escludendo la minaccia di una corsa agli armamenti. Durante la guerra del 1866 Otto von Bismarck trattò l'alleanza con l'Italia per attaccare l'Impero austriaco e gli Stati del sud della Germania. Dopo la battaglia di Sadowa si astenne dal domandare delle riparazioni per permettere la nascita di un Impero tedesco con a capo il Re di Prussia. Si giustificò con Guglielmo I: «Non dobbiamo scegliere un tribunale, dobbiamo costruire una politica tedesca». Così infatti l'aiuto dell'Austria sarà ottenibile più facilmente in occasione della guerra franco-prussiana contro la Francia.
La strategia bismarkiana fu abbandonata in Europa alla fine del XIX secolo per lasciare spazio alla weltpolitik (lett. "politica mondiale"), basata sulla ricerca della superiorità militare e una corsa agli armamenti che troverà la sua terribile espressione nella prima guerra mondiale.
Dopo il trattato di Versailles e il mancato ingresso degli USA nella Società delle Nazioni, la concezione realista nella politica estera si affermò presso il governo di Washington: essa «contesta da sempre alla visione wilsoniana di voler a tutti i costi porre a fondamento del proprio agire un idealismo tanto estremo da lambire l'ingenuità, ad esempio enfatizzando il ruolo che le organizzazioni sopranazionali possono svolgere per il mantenimento della pace, nell'ambito del diritto internazionale». Sulla stessa strada, il governo Nixon utilizzò i consigli di Henry Kissinger nella ricerca di legami con la Cina maoista, malgrado divergenze politiche enormi e la volontà di isolare i paesi comunisti, manifestata fino ad allora con la dottrina del contenimento.

## Larealpolitikoggi
In tutti i partiti e governi c'è generalmente un'opposizione tra realisti e massimalisti, a seconda della minore o maggiore attitudine a realizzare compromessi sulle proprie idee e alla capacità di far valere anche le idee degli altri: il pragmatismo, in questo ambito, è a volta a volta indicato come punto di forza di un'entità collettiva, ovvero come segno del suo declino. Tendenzialmente, l'Europa è assai più incline al multilateralismo (storicamente nato sulla scia dell'idealismo in politica estera), mentre gli Stati Uniti inclinano per un unilateralismo motivato dalla migliore capacità di tutelare l'interesse nazionale.
In Germania il termine ha il senso molto più semplice di realista per distinguere le politiche semplici e concrete dalle utopie. In Francia al termine appartengono due sensi: positivamente è impiegato nel senso di accantonare momentaneamente i propri ideali per «sporcarsi le mani» con la realtà. In senso negativo, è utilizzato per indicare una visione politica di corto raggio o scarsa lungimiranza, attraverso soluzioni temporanee e parziali ai problemi.